# Алма (Небраска)
Алма (англ. Alma) — город и административный центр округа Харлан, штат Небраска, США. По переписи 2010 года население составляло 1133 человека.

## История
Алма была основана весной 1871 года группой железнодорожных рабочих «Union Pacific Railroad» родом из Шайенна, штат Вайоминг. Своё название он получил в честь дочери одного из первых поселенцев. 3 июня 1871 года Легислатурой Небраски был создан округ Харлан, и 3 июля того же года Алма стала его административным центром. Статус Альмы как центра округа был оспорен жителями Орлинса, но решение Верховного суда Небраски 1884 года подтвердило её статус как центра округа.
13 января 1880 года железная дорога «Chicago, Burlington and Quincy» достигла Альмы, что дало значительный импульс развитию местной торговли и промышленности. В 1887 году железная дорога город был соединён с железнодорожной веткой «Quincy, Omaha and Kansas». В 1899 году в Алме появилась телефонная связь, в 1906 — паровая электростанция, а в 1907 году — водопровод.
В 1935 году сильное наводнение реки Репабликан-Ривер послужило толчком к строительству плотины на реке. 1 августа 1946 года Корпус инженеров Армии США начал строительство плотины округа Харлан, которое было завершено в ноябре 1952 года. Созданное таким образом озеро стало одним из мест отдыха в Алме.
Во время Второй мировой войны в Алму прибыло небольшое количество немецких военнопленных, которые были интернированы в лагере Атланта в соседнем округе Фелпс, и привлекались к сельскохозяйственным работам в округе Харлан.

## География
По данным Бюро переписи населения США, общая площадь города составляет 2,20 км².

## Демография
По переписи 2010 года, общая численность населения составляла 1133 человек, в городе было 502 домохозяйства и 303 семьи. Плотность населения — 514,6 человека на км². Распределение населения по расовому признаку: белые — 99,1 %, коренные народы США — 0,1 %, представителей других рас — 0,4 %, представителей двух или более рас — 0,4 %, латиноамериканцы — 0,6 %.
Средний возраст жителей составлял 49,6 года. 22,5 % жителей были моложе 18 лет; 4,1 % — в возрасте от 18 до 24 лет; 17,9 % — в возрасте от 25 до 44 лет; 27,3 % — в возрасте от 45 до 64 лет; и 28,2 % — в возрасте 65 лет и старше. Гендерный состав был распределён следующим образом:48,3 % мужчин и 51,7 % женщин.